# Émile Fortin
Pour les articles homonymes, voir Fortin.
Émile Fortin (18 février 1878-18 mai 1936 d'une pneumonie) est un médecin, pharmacien et homme politique fédéral du Québec.

## Biographie
Né à Lévis dans la région de Chaudière-Appalaches, il devint député du Parti conservateur dans la circonscription fédérale de Lévis en 1930, après une première tentative infructueuse en 1926. Il démissionna peu avant les élections de 1935 pour accepter une nomination de Richard Bedford Bennett le nommant sénateur de De la Durantaye. Il restera au Sénat jusqu'à sa mort en 1936.
Des membres de sa famille occupèrent également des fonctions parlementaires entre autres, son beau-père, Isidore-Noël Belleau fut également député de Lévis de 1883 à 1885 et son fils, Louis Fortin, est député de Montmagny—L'Islet de 1958 à 1962. Son arrière-petit-fils, Martin Champoux, est le député de la circonscription de Drummond depuis les élections fédérales de 2019.

## Liens
- Ressource relative à la vie publique :   - Parlement du Canada